# Dědkov
Dědkov (Duits: Dietkau of Dietkau in Böhmen) is een Tsjechische plaats in de gemeente Heřmaničky in de regio Midden-Bohemen en maakt deel uit van het district Benešov. Het dorp ligt op ongeveer 3 kilometer afstand van Heřmaničky.
Dědkov telt 27 inwoners (2021).

## Geschiedenis
De eerste schriftelijke vermelding van het dorp dateert van 1450. Tot en met het midden van de 19e eeuw stond Dědkov, net als de rest van de op dat moment toekomstige, huidige gemeente, onder bestuur van Smilkov.
Sinds 1 januari 1960 is Dědkov ingedeeld bij het district Benešov.

## Verkeer en vervoer

### Autowegen
Er leidt een regionale weg naar het dorp.

### Spoorlijnen
Er is geen station in Dědkov; het dichtstbijzijnde station is in Heřmaničky, op zo'n 4,3 kilometer afstand.

### Buslijnen
De volgende buslijn halteert in het dorp:
| Halte              | Lijn(en) | Traject(en)       | Vervoerder   |
| ------------------ | -------- | ----------------- | ------------ |
| Heřmaničky, Dědkov | 556      | Votice - Sedlčany | CŠAD Benešov |

## Bezienswaardigheden
- Dorpskapel

## Galerij

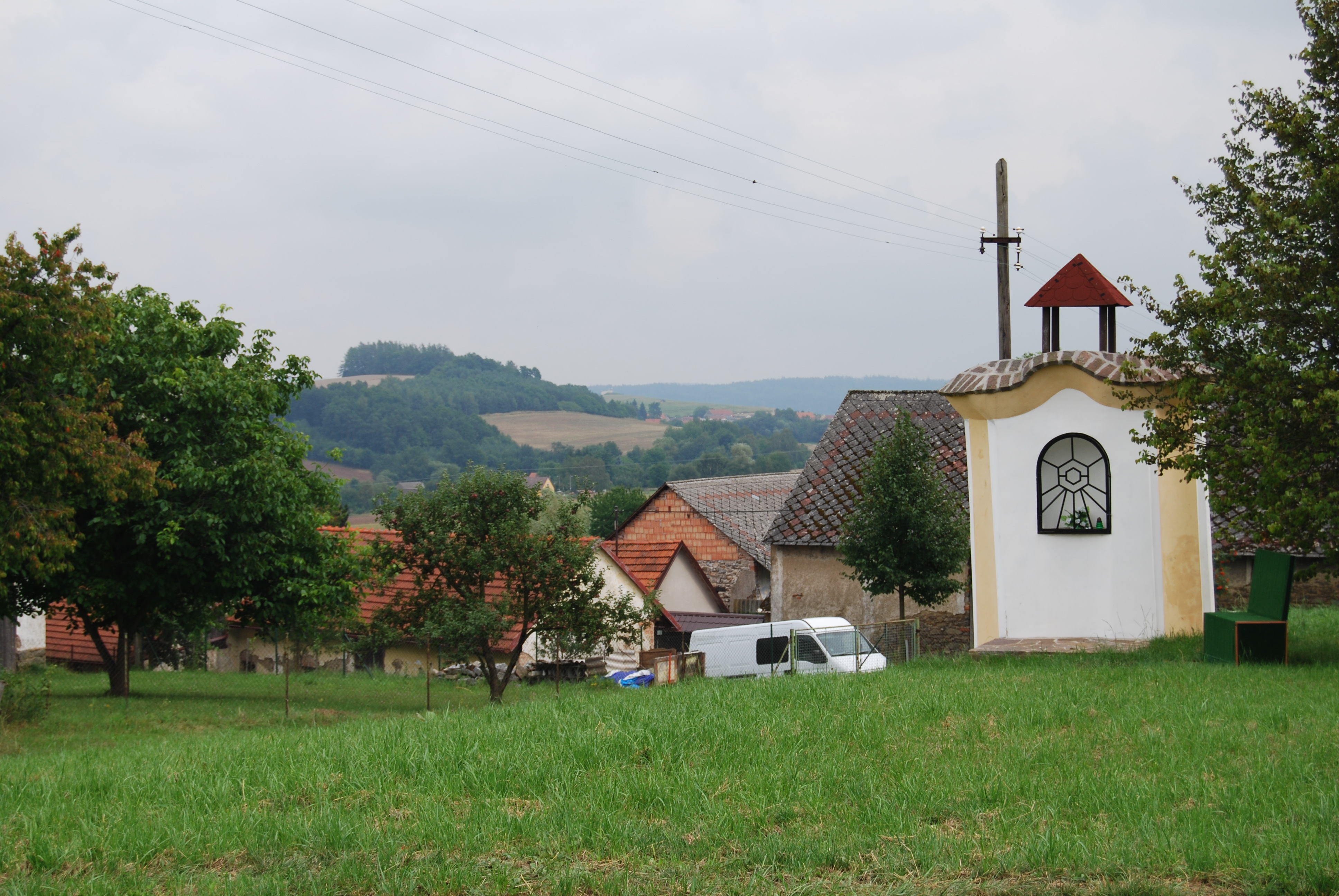
Dorpskapel (2014)
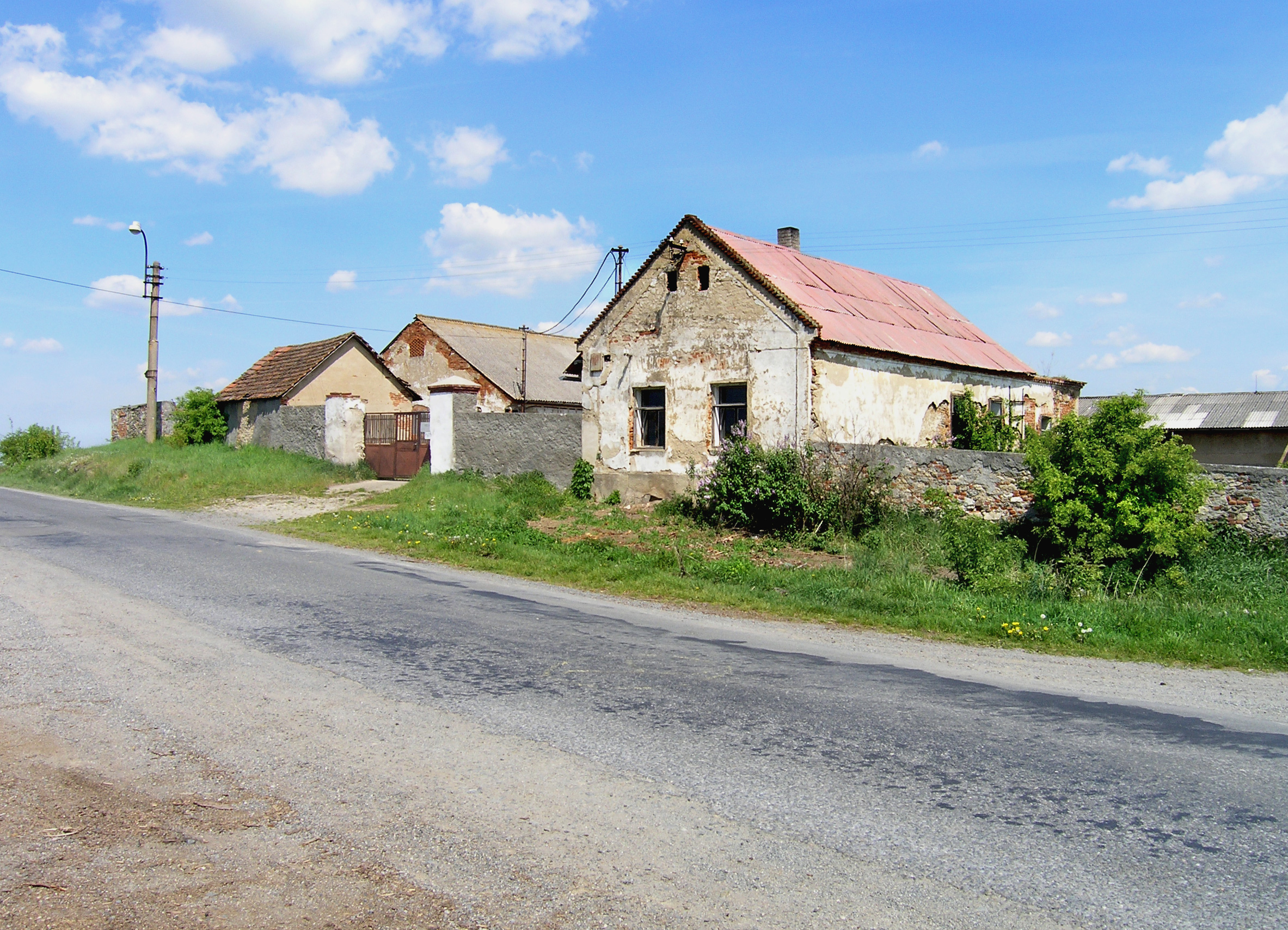
Huizen in het dorp (2011)
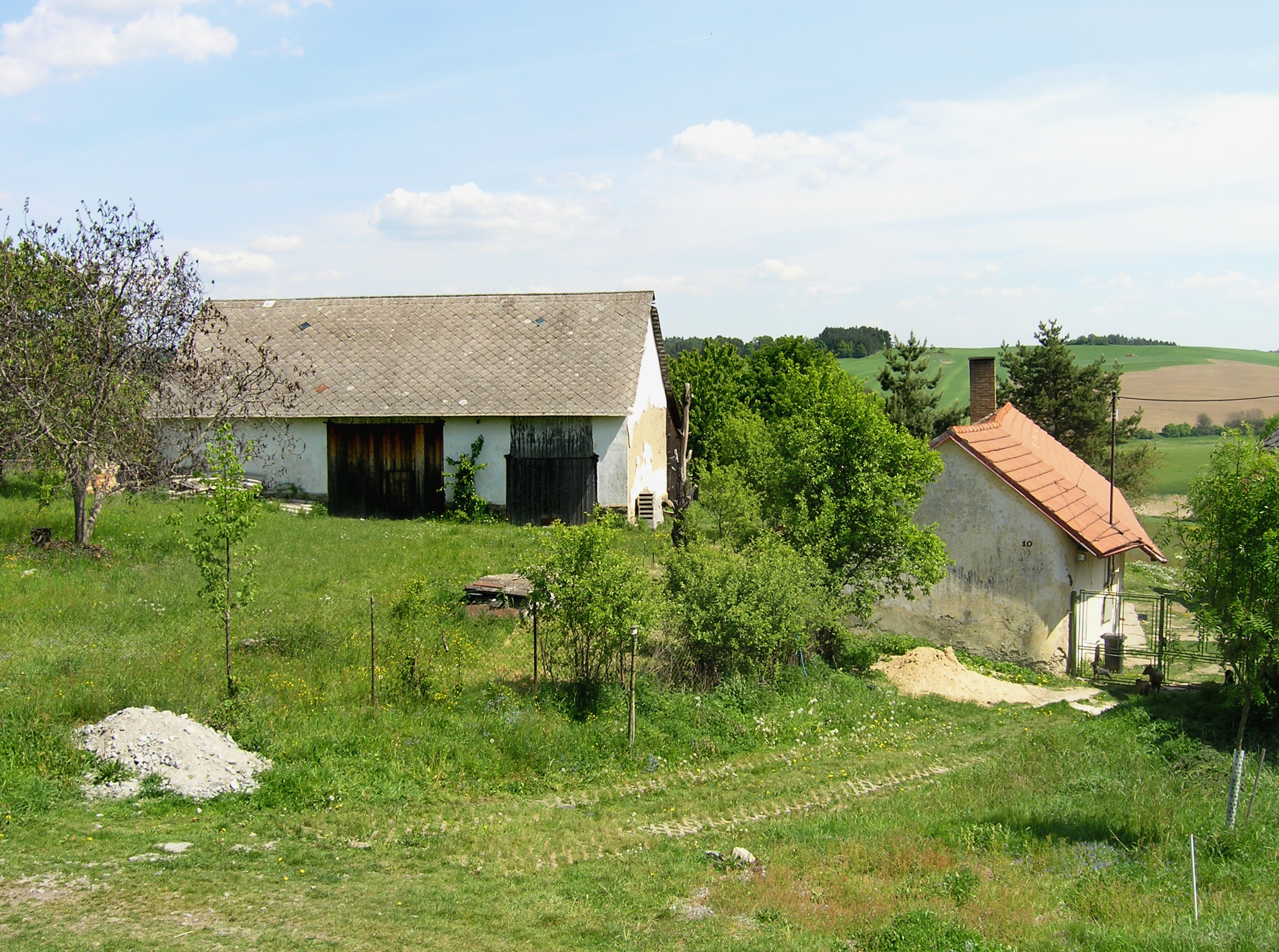
Boerderij in het dorp (2011)